# Grycksbo IF BK
Grycksbo IF BK håller till i Grycksbo i Sverige, och är den svenska idrottsföreningen Grycksbo IF:s bandysektion. Klubben spelade i dåvarande högsta serien i bandy Division I säsongen 1963/1964. Numera är Tansvallen lagets hemmaarena.
Grycksbospelare:
- Björn Engholm (bandyspelare)
- Hans "Pudding" Stenberg
- Bengt Rogström

### Fotnoter
1. ↑  Jimmy Andersson (25 februari 1985). ”Säsongen 1963-64”. Jimmys bandysida. Arkiverad från originalet den 14 juli 2014. https://web.archive.org/web/20140714165432/http://www.jimbobandy.nu/oldtab/63-64.html. Läst 22 februari 2015.